# Durchstanzbewehrung
Durchstanzbewehrung ist eine spezielle Form einer Bewehrung. Sie erhöht den Durchstanzwiderstand einer Stahlbeton- oder Spannbetonplatte und vermeidet in der Praxis ein Durchstanzversagen der Platte. Dieses Versagen ist gekennzeichnet durch einen kegelstumpfförmigen Betonausbruch infolge einer konzentrierten Lasteinleitung. Eine solche punktuelle Lasteinleitung erfolgt bei Flachdecken durch deren Auflagerung auf einzelnen Stützen. Die Durchstanzbewehrung wird in der Platte eingebaut, um deren Rissbildung, welche zur Ausbildung eines Betonausbruches führen kann, zu behindern.
In der Baupraxis stehen verschiedene Durchstanzbewehrungen zur Verfügung. Dieser Beitrag behandelt Bewehrungselemente aus Betonstahl. Sie unterscheiden sich durch Form und Dimension. Die jeweilige Ausführung bedingt den Wirkungsgrad der Bewehrung und somit die jeweilige Erhöhung des Durchstanzwiderstandes gegenüber Platten ohne Durchstanzbewehrung.

## Anwendungsgrundlage
Die Anwendung und Bemessung der Durchstanzbewehrung erfolgt in Europa auf der Grundlage der Bemessungsnorm für Stahlbeton- und Spannbetontragwerke EN 1992-1-1 (Eurocode 2). Für spezielle Bewehrungen werden zudem nationale allgemeine bauaufsichtliche Zulassungen oder europäische technische Bewertungen (ETA, Abkürzung für „European Technical Assessment“) erteilt, welche für Anwendung und Bemessung des jeweiligen Systems relevant sind.

## Einbauart
In diesem Beitrag werden Durchstanzbewehrungen beschrieben, welche bei der Herstellung der Decken einbetoniert werden. Dieses ist die häufige Anwendung. Für die nachträgliche Verstärkung von Decken stehen spezielle Systeme zur Verfügung.

## System

### Bügel und Aufbiegungen
Die Bemessungsnorm DIN EN 1992-1-1 (Eurocode 2) regelt die Anwendung und Bemessung von Bügeln und Aufbiegungen als Schub- und Durchstanzbewehrung. Beide Bewehrungen werden aus Betonstahl durch Biegen geformt. Die Form der Bügel sind Rechtecke mit ausgerundeten Ecken. Der innere Durchmesser der Ausrundung entspricht üblicherweise dem Vierfachen des eingesetzten Stabdurchmessers. Bügel werden senkrecht zur Plattenebene nach den konstruktiven Regeln im Eurocode 2 eingebaut. Die Bügel müssen mindestens 50 % der Längsbewehrung der Platte umschließen. Der Einbau ist dadurch aufwändig.
Der Durchstanzwiderstand von Stahlbetonplatten mit Bügeln als Durchstanzbewehrung wurde in Versuchen an Plattenausschnitten ermittelt. Im Vergleich zu Platten ohne Durchstanzbewehrung wird der Durchstanzwiderstand um bis zum Faktor 1,4 erhöht.

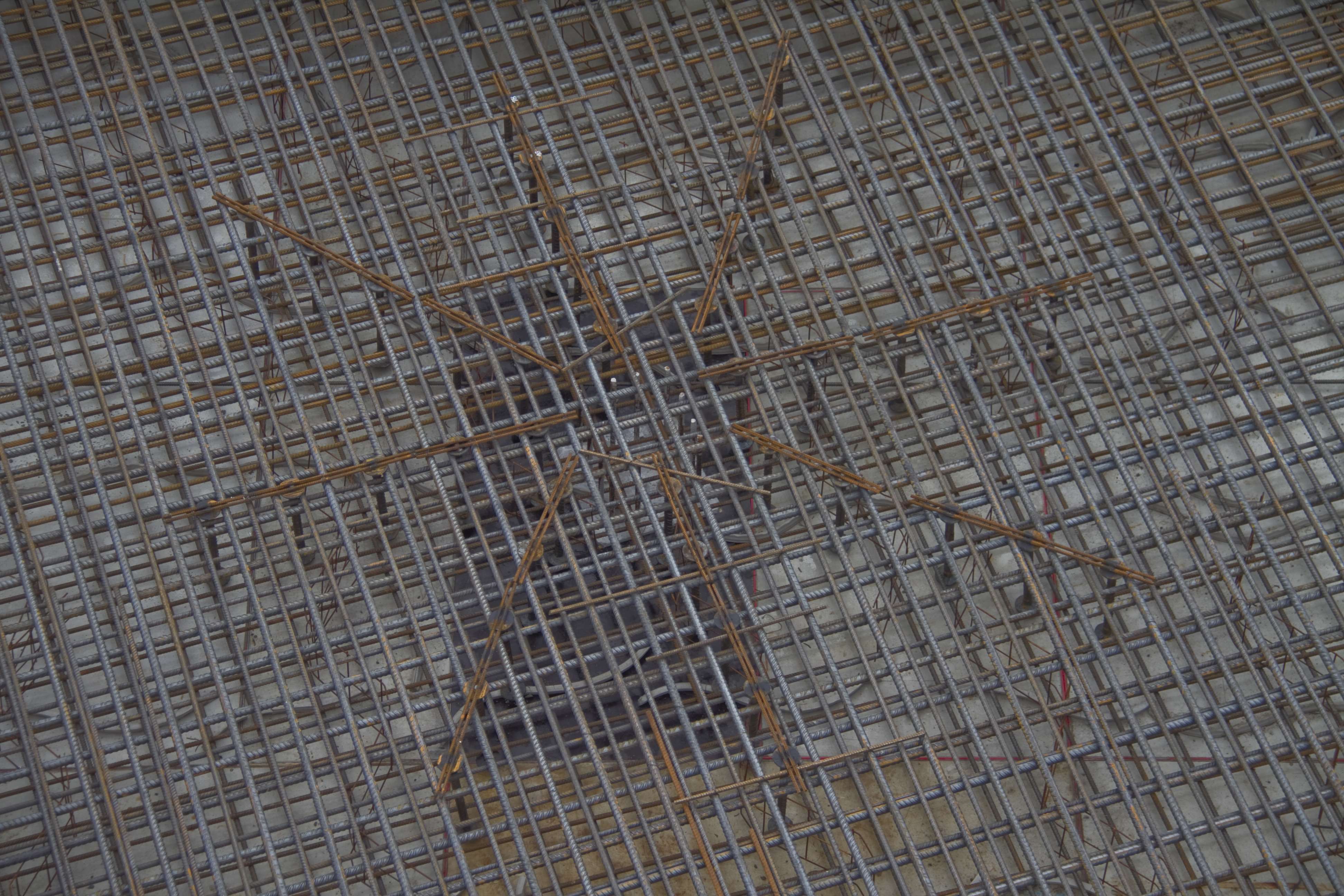
Anordnung von Doppelkopfankern

### Doppelkopfanker
Doppelkopfanker sind Bewehrungsstäbe mit aufgestauchten Köpfen an beiden Enden. Die Köpfe dienen der Verankerung im Beton. Diese Bewehrungselemente werden auf der Grundlage von allgemeinen bauaufsichtlichen Zulassungen oder europäisch technischen Bewertungen (ETA) beurteilt und bemessen. Die einzelnen Bolzen werden senkrecht zur Plattenebene angeordnet. Zur einfacheren Montage werden die einzelnen Bolzen auf Leisten montiert. Diese dienen der Lagesicherung. Hersteller bieten hierzu unterschiedliche Systeme an. Die Anordnung dieser Leisten erfolgt im Grundriss der Decke üblicherweise radial zur punktuellen Lasteinleitung (Stütze).
Die Bewertungen (ETA) werden herstellerbezogen erteilt. Der Kopfdurchmesser der Doppelkopfankern beträgt nach bekannten ETA das Dreifache des Stabdurchmessers. Bei Einsatz von Doppelkopfankern dieser Abmessung erhöht sich der Durchstanzwiderstand einer Platte maximal um den Faktor 1,96.

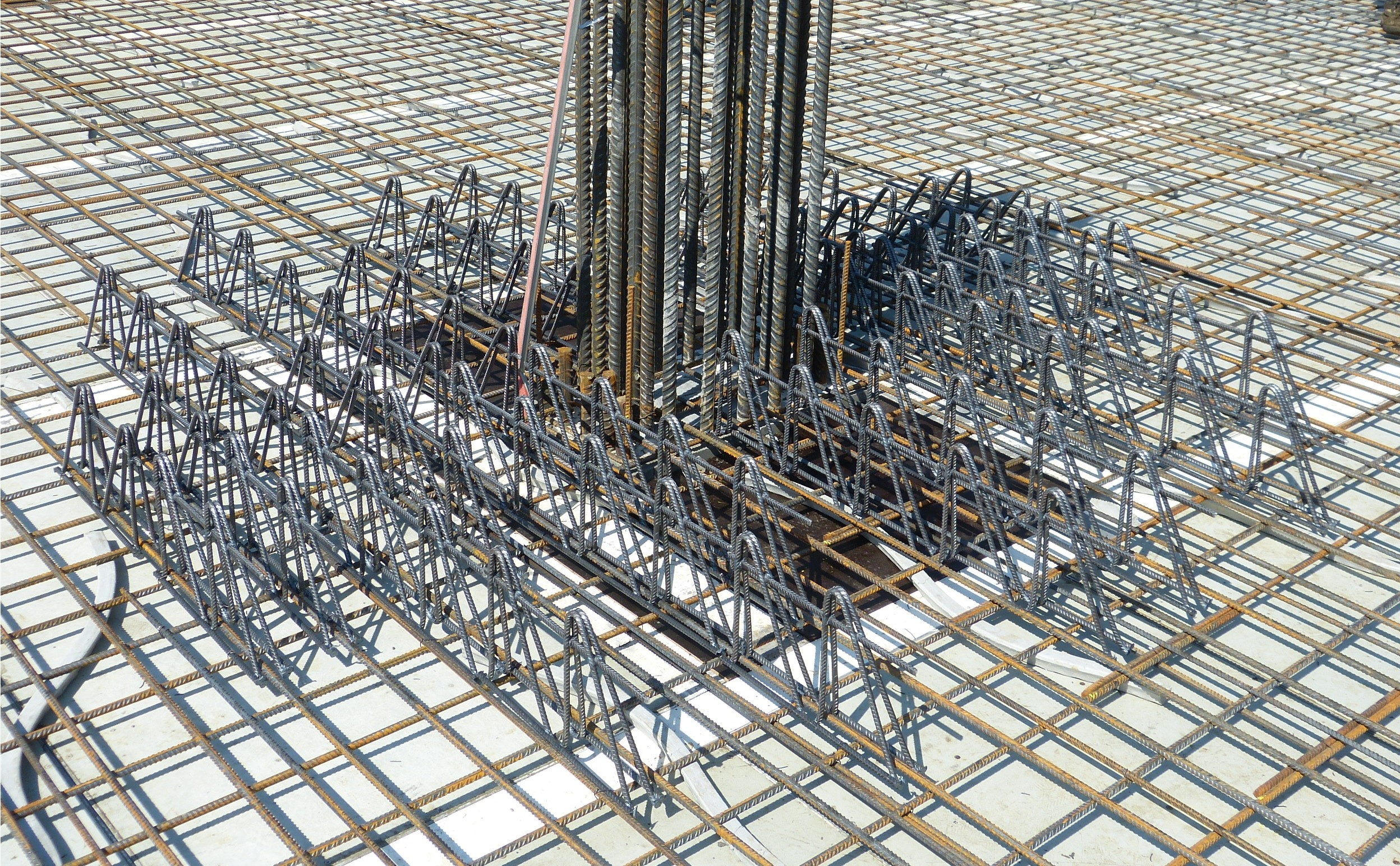
Anordnung der Filigran-Durchstanzbewehrung

### Filigran-Durchstanzbewehrung
Die Filigran-Durchstanzbewehrung besteht aus verschweißten räumlichen Bewehrungselementen. Deren Geometrie wurde im Hinblick auf die Funktion als Durchstanzbewehrung optimiert. Die tragenden Bewehrungsstäbe sind unterschiedlich geneigt. Das System wird auf der Grundlage einer Europäischen Technischen Bewertung beurteilt und bemessen. Die längsgerichteten Elemente dieser Bewehrung werden parallel zueinander angeordnet. Das vereinfacht den Einbau und vermeidet Kollisionspunkte mit anderer Bewehrung.
Durch den Einsatz der Filigran-Durchstanzbewehrung erhöht sich der Durchstanzwiderstand einer Platte maximal um den Faktor 2,1.

## Systemvergleich
Die genormten Durchstanzbewehrungen Bügel und Aufbiegungen werden durch Biegen aus handelsüblichen Bewehrungsstahl hergestellt. Der manuelle Aufwand beim Einbau in der Platte ist hoch und die Erhöhung des Widerstandes ist begrenzt. Doppelkopfanker und die Filigran-Durchstanzbewehrung sind als vorgefertigte Bewehrungselemente verfügbar und erhöhen den Durchstanzwiderstand um 40 % bzw. 50 % mehr als Bügel. Doppelkopfanker werden häufig in Stahlbetonplatten eingesetzt, welche komplett in einem Guss auf der Baustelle betoniert werden (Ortbetondecken). In teilweise vorgefertigten Filigran-Decken, welche mit parallel angeordneten Gitterträgern bewehrt sind, ist deren Einbau erschwert. Hier wird üblicherweise die Filigran-Durchstanzbewehrung eingesetzt. Aufgrund des hohen Durchstanzwiderstandes wird diese Bewehrung auch in Ortbetondecken eingesetzt.